# Blaine County, Oklahoma
Blaine County är ett administrativt område i delstaten Oklahoma, USA, med 11 943 invånare. Den administrativa huvudorten (county seat) är Watonga. 

## Geografi
Enligt United States Census Bureau har countyt en total area på 2 432 km². 2 405 km² av den arean är land och 27 km² är vatten.

### Angränsande countyn
- Major County  - nord
- Kingfisher County  - öst
- Canadian County  - sydöst
- Caddo County  - syd
- Custer County  - sydväst
- Dewey County  - nordväst

### Orter
- Canton
- Geary (delvis i Canadian County)
- Greenfield
- Hitchcock
- Hydro (delvis i Caddo County)
- Longdale
- Okeene
- Watonga (huvudort)